# Campeonato Sul-Americano de Voleibol Masculino Sub-19 de 2024
O Campeonato Sul-Americano de Voleibol Masculino Sub-19 de 2024 foi a 23.ª edição desta competição infanto-juvenil pela Confederação Sul-Americana de Voleibol (CSV). A competição ocorreu pela segunda vez consecutiva na cidade de Araguari, Brasil, entre os dias 31 de julho e 4 de agosto.
De forma invicta, a seleção da Argentina conquistou o bicampeonato da competição. Brasil e Colômbia completaram o pódio e garantiram vagas para o Campeonato Mundial Sub-19 de 2025. O ponteiro argentino Frederico Debonis foi eleito o melhor jogador da competição.

## Regulamento
Disputa em turno único, com todas as seleções se enfrentando.

### Critérios de desempate
1. Número de vitórias
2. Número de pontos
3. Razão dos sets
4. Razão dos pontos
5. Resultado da última partida entre os times empatados

Partidas terminadas em 3–0 ou 3–1: 3 pontos para o vencedor, 0 pontos para o perdedor;

Partidas terminadas em 3–2: 2 pontos para o vencedor, 1 ponto para o perdedor.

## Equipes participantes
As seguintes seleções foram qualificadas a participar do Campeonato Sul-Americano Sub-19 de 2024.
| Equipe    | Última aparição |
| --------- | --------------- |
| Argentina | 2022            |
| Brasil    | 2022            |
| Chile     | 2022            |
| Colômbia  | 2022            |
| Peru      | 2022            |

## Local das partidas
| Araguari, Brasil                                   |
| Ginásio Poliesportivo General Mário Brum Negreiros |
| -------------------------------------------------- |
| Capacidade: 2 200                                  |
| Araguari                                           |

## Fase única

### Classificação
|     |           |     | Jogos | Jogos | Jogos | Resultados | Resultados | Resultados | Resultados | Resultados | Resultados | Sets | Sets | Sets  | Pontos | Pontos | Pontos |
| Pos | Equipe    | Pts | T     | V     | D     | 3–0        | 3–1        | 3–2        | 2–3        | 1–3        | 0–3        | V    | P    | R     | V      | P      | R      |
| --- | --------- | --- | ----- | ----- | ----- | ---------- | ---------- | ---------- | ---------- | ---------- | ---------- | ---- | ---- | ----- | ------ | ------ | ------ |
| 1   | Argentina | 11  | 4     | 4     | 0     | 3          | 0          | 1          | 0          | 0          | 0          | 12   | 2    | 6,000 | 326    | 276    | 1.181  |
| 2   | Brasil    | 10  | 4     | 3     | 1     | 2          | 1          | 0          | 1          | 0          | 0          | 11   | 4    | 2.750 | 359    | 254    | 1.413  |
| 3   | Colômbia  | 5   | 4     | 2     | 2     | 1          | 0          | 1          | 0          | 0          | 2          | 6    | 8    | 0.750 | 287    | 299    | 0.960  |
| 4   | Chile     | 3   | 4     | 1     | 3     | 0          | 0          | 1          | 1          | 1          | 1          | 6    | 11   | 0.545 | 331    | 367    | 0.902  |
| 5   | Peru      | 1   | 4     | 0     | 4     | 0          | 0          | 0          | 1          | 0          | 3          | 2    | 12   | 0.167 | 225    | 332    | 0.678  |

### Resultados
| Data   | Hora  |           | Placar |           | Set 1 | Set 2 | Set 3 | Set 4 | Set 5 | Total   | Relatório |
| ------ | ----- | --------- | ------ | --------- | ----- | ----- | ----- | ----- | ----- | ------- | --------- |
| 31 jul | 17:30 | Argentina | 3–0    | Chile     | 25–16 | 25–22 | 25–22 |       |       | 75–60   | Relatório |
| 31 jul | 20:00 | Brasil    | 3–0    | Peru      | 25–10 | 25–10 | 25–12 |       |       | 75–32   | Relatório |
| 1 ago  | 17:30 | Argentina | 3–0    | Peru      | 25–18 | 25–20 | 25–11 |       |       | 75–49   | Relatório |
| 1 ago  | 20:00 | Brasil    | 3–0    | Colômbia  | 25–19 | 25–17 | 25–16 |       |       | 75–52   | Relatório |
| 2 ago  | 17:30 | Chile     | 3–2    | Peru      | 21–25 | 25–13 | 20–25 | 25–13 | 16–14 | 107–90  | Relatório |
| 2 ago  | 20:30 | Argentina | 3–0    | Colômbia  | 25–20 | 25–20 | 25–18 |       |       | 75–58   | Relatório |
| 3 ago  | 15:00 | Peru      | 0–3    | Colômbia  | 18–25 | 19–25 | 17–25 |       |       | 54–75   | Relatório |
| 3 ago  | 17:00 | Brasil    | 3–1    | Chile     | 25–27 | 25–12 | 25–15 | 25–15 |       | 100–69  | Relatório |
| 4 ago  | 15:00 | Chile     | 2–3    | Colômbia  | 25–23 | 25–13 | 24–26 | 13–25 | 8–15  | 95–102  | Relatório |
| 4 ago  | 17:00 | Brasil    | 2–3    | Argentina | 24–26 | 25–16 | 22–25 | 25–19 | 13–15 | 109–101 | Relatório |

## Classificação final
| Posição | Equipe    |
| ------- | --------- |
|         | Argentina |
|         | Brasil    |
|         | Colômbia  |
| 4       | Chile     |
| 5       | Peru      |

|  | Classificado para o Campeonato Mundial Sub-19 de 2025 |

| Campeonato Sul-Americano Sub-19 de 2024 |
| --------------------------------------- |
| Argentina Campeã (6.º título)           |

| Elenco |
| --- |
| Felipe Santarelli, Nehuén D'Aversa, Iván Pavón, Mauro Gay, Santiago Martín, Federico Debonis, Gonzalo Pedernera, Samuel Guidi, Tomás Omarini, Juan Cruz Iraldi, Ezequiel Parera, Joaquín Gallardo |
| Técnico |
| Rodrigo Martínez Granados |

## Premiações individuais
Os atletas que se destacaram individualmente foramː
| - Most Valuable Player (MVP) Federico Debonis - Melhor levantador Felipe Santarelli - Melhores ponteiros Diogo Anjos Federico Debonis | - Melhores centrais Murilo Seidel Gabriel Contreras - Melhor oposto Henrique Veiga - Melhor líbero Gonzalo Pedernera |